# Etiopia na Letnich Igrzyskach Olimpijskich 2000
Etiopię na Letnich Igrzyskach Olimpijskich 2000 reprezentowało 26 zawodników, 15 mężczyzn i 11 kobiet.

## Zdobyte medale
| Medal  | Zawodnik           | Dyscyplina    | Konkurencja              |
| ------ | ------------------ | ------------- | ------------------------ |
| Złoto  | Millon Wolde       | Lekkoatletyka | Bieg na 5000m mężczyzn   |
| Złoto  | Haile Gebrselassie | Lekkoatletyka | Bieg na 10000 m mężczyzn |
| Złoto  | Gezahegne Abera    | Lekkoatletyka | Maraton mężczyzn         |
| Złoto  | Derartu Tulu       | Lekkoatletyka | Bieg na 10000 m kobiet   |
| Srebro | Gete Wami          | Lekkoatletyka | Bieg na 10000 m kobiet   |
| Brąz   | Assefa Mezgebu     | Lekkoatletyka | Bieg na 10000 m mężczyzn |
| Brąz   | Tesfaye Tola       | Lekkoatletyka | Maraton mężczyzn         |
| Brąz   | Gete Wami          | Lekkoatletyka | Bieg na 5000 m kobiet    |

## Reprezentanci

### Lekkoatletyka
Mężczyźni
- Daniel Zegeye - 1500 metrów - 6. miejsce
- Hailu Mekonnen - 1500 metrów - odpadł w półfinałach
- Berhanu Alemu - 1500 metrów - odpadł w półfinałach
- Million Wolde - 5000 metrów - 1. miejsce
- Fita Bayissa - 5000 metrów - 4. miejsce
- Dagne Alemu - 5000 metrów - 6. miejsce
- Haile Gebrselassie - 10 000 metrów - 1. miejsce
- Assefa Mezgebu - 10 000 metrów - 3. miejsce
- Girma Tolla - 10 000 metrów - 11. miejsce
- Gezahgne Abera - maraton - 1. miejsce
- Tesfaye Tola - maraton - 3. miejsce
- Simretu Alemayehu - maraton - 22. miejsce
- Girma Maru Daba - chód 3000 m - odpadł w eliminacjach

Kobiety
- Kutre Dulecha - 1500 metrów - 4. miejsce
- Abebech Negussie - 1500 metrów - odpadła w eliminacjach
- Hareg Sidelil - 1500 metrów - odpadła w eliminacjach
- Gete Wami

5000 metrów - 3. miejsce
10 000 metrów - 2. miejsce
- Ayelech Worku - 5000 metrów - 4. miejsce
- Werknesh Kidane - 5000 metrów - 7. miejsce
- Derartu Tulu - 10 000 metrów - 1. miejsce
- Berhane Adere - 10 000 metrów - 12. miejsce
- Elfenesh Alemu - maraton - 6. miejsce
- Fatuma Roba - maraton - 9. miejsce
- Gadissie Edato - maraton - 36. miejsce

### Boks
Mężczyźni
- Yohanes Shiferaw Yohanes - waga piórkowa - 17. miejsce
- Adisu Tebebu - waga lekka - 17. miejsce